# Ulica Lubelska w Warszawie
Ulica Lubelska – ulica w warszawskiej dzielnicy Pradze-Południe.

## Historia
Ulica została wytyczona około roku 1820, pierwotnie była to droga biegnąca wzdłuż niewielkiego, praskiego fragmentu okopów Lubomirskiego. Biegnie od Jeziorka Kamionkowskiego do Dworca Wschodniego.
W granicach Warszawy Kamionek znalazł się w 1889 roku. Ulica długo miała charakter przedmieścia. Po roku 1918 numeracja ulicy uległa zmianie, ponieważ wcześniej nieprawidłowo numery nieparzyste znajdowały się po prawej stronie. W latach 20. i 30. XX wieku przy ulicy znajdowały się m.in. farbiarnia i magazyn lodu, zimą wycinanego z Jeziora Kamionkowskiego. 
W latach 20. przy torach kolejowych pod numerem 30/32 wzniesiono żelbetowy budynek fabryki obuwia „Polus”, wzorowanej na czeskich zakładach „Bata”, jednak z powodu kryzysu gospodarczego do otwarcia zakładu nie doszło. W 1930 roku nieużywany budynek kupił magistrat Warszawy i przeznaczył na schronisko dla bezdomnych. W schronisku mieszkało około 2000 bezdomnych, którzy z czasem zostali zdominowani przez alkoholików i złodziei. W 1945 mieszkańców schroniska wysiedlono na Ziemie Zachodnie. Po wojnie budynek zajmowały zakłady konfekcyjne.
Podczas obrony Warszawy we wrześniu 1939 roku na placyku przy ulicy chowano żołnierzy poległych w obronie Dworca Wschodniego. Ich ciała ekshumowano w 1940, a na miejscu cmentarza urządzono ogród księży pallotynów. Na rogu Lubelskiej i Skaryszewskiej stał budynek szkoły powszechnej, który po zniszczeniach wojennych został po wojnie odbudowany na zakłady konfekcyjne. Do lat 70. XX wieku przy ulicy stały latarnie gazowe. 
W południowej części ulicy znajdują się zabudowania praskiej konkatedry wraz z cmentarzem Kamionkowskim oraz, po stronie nieparzystej, dom mieszkalny zakładów E. Wedela, projektowany przez Józefa Napoleona Czerwińskiego. Sąsiaduje z nim jeden z dwóch klasycystycznych pawilonów rogatek Grochowskich wybudowany na placu narożnym u zbiegu z ulicą Grochowską w roku 1823 według projektu Jakuba Kubickiego. 
W północnej części ulicy zachowały się relikty dawnej zabudowy mieszkaniowej i przemysłowej, w tym zabytkowe zabudowania Fabryki Wyrobów Metalowych „Metalik” pod numerem 16. Przy skrzyżowaniu z ul. Grochowską znajduje się budynek dawnej fabryki „Dzwon”.
W okresie PRL przy ulicy działał bazar z odzieżą, tzw. ciuchy. W 1973 został on przeniesiony do Rembertowa (na plac przy ul. Paderewskiego).

## Ważniejsze obiekty
- Stacja kolejowa Warszawa Wschodnia